# La Garita (Jalisco)
La Garita es un población ubicada en el estado mexicano de Jalisco, en el municipio de Tamazula de Gordiano. El censo del año 2000 registró una población de 2900 personas. Un reciente censo especial, realizado por el INEGI en 2005, estimó que la población de La Garita en ese año era de 3500 habitantes. Aunque este número se vea bajo, alrededor de 1000 de los ciudadanos de La Garita residen en la actualidad en los Estados Unidos, la mayoría de los cuales vive en California, Illinois, Texas, Florida y Nueva York. La ciudad de Joliet, en Illinois, cuenta con la mayor concentración de migrantes procedentes de este pueblo.

## Historia
Formalmente La Garita, en Jalisco, se llamaba la propiedad o Hacienda de San Lázaro, cuando fue colonizada por primera vez por empresarios ricos. Recibía este nombre porque San Lázaro era el patrón de la colonización. La hacienda fue fundada aproximadamente en el año 1846 (ésa es la fecha que refieren los ancianos del poblado). Durante esos tiempos los comerciantes que viajaban del estado mexicano de Michoacán a su destino, el estado de Colima, paraban para descansar en esta zona, al mismo tiempo que promovían el comercio en la región. El transporte de mercancías durante esos tiempos era difícil, pues solo se empleaban animales para llevar sus cargas. Los comerciantes tomaban este lugar como refugio para descansar y después continuar su viaje. Ésa es una de las razones por las cuales dominaron esta colonización "La Garita," pues "garita" deriva del francés antiguo "garita", que significa refugio, y que a su vez es un término de origen germánico. En esas circunstancias gentes de diferentes lugares comenzaron a colonizar esta región, como los extranjeros que llegaron, quienes construyeron propiedades en esta región, entre ellas La Garita. En aquellos tiempos los dueños de las tierras eran aquéllos que tenían en el poder y el control de la región.

## Demografía
Un censo especial del 2005 ("""")
| Pueblo    | Población Total | Número de Hombres | Número de Mujeres |
| --------- | --------------- | ----------------- | ----------------- |
| La Garita | 1,278           | 611               | 667               |

## Geografía
La Garita descansa sobre la ribera del río Tamazula que se forma en La Garita, a partir de la unión del Arroyo de La Cuesta con el río Sierra del Tigre. La ciudad varía en elevación debido a la pendiente de las colinas y montañas que rodean la orilla del río. Parte del pueblo, casi la mitad del mismo, se asienta sobre el valle creado por el río hace miles de años, mientras que la otra parte se asienta sobre las colinas que conforman la zona del centro-sur de Jalisco. 
Esta zona del estado de Jalisco se asienta sobre la Sierra Madre Occidental y la Sierra del Tigre, dos regiones forestales importantes de México. Su proximidad a las altas montañas del norte del estado, el lago de Chapala (el mayor lago de México), el Volcán de Colima (un volcán importante y aún activo en el centro-sur de México) y el océano crean una geografía única. 

### Barrios
El pueblo de La Garita está dividido en dos secciones por la carretera nacional México 110, lo que crea las secciones del los barrios de arriba y de abajo. Como lo dicen los nombres, los barrios de arriba están en un nivel más alto en el cerro que lleva la carretera al poblado de El Manchado. Los barrios de abajo, actualmente están en el valle creado por el Río Tamazula. En el centro del pueblo una plaza o "jardin" fue construido en honor a los residentes del pueblo que donaron su tiempo y dinero para tener un lugar central de reuniones y celebraciones. Después de la creación de la plaza, un nuevo barrio central fue creado, conocido como el corazón del pueblo en donde se encuentran la mayoría de los restaurantes, tiendas y puestos alrededor de la plaza.
Aunque los residentes conocen el pueblo con solo tres diferentes secciones o barios (arriba, el centro, abajo), el pueblo está actualmente dividido en secciones más pequeñas llamados "barrios." Los barrios fueron creados por la iglesia del pueblo que necesitaba una división para que diferentes barrios fueran anfitriones del símbolo de la feria, la virgen del Sagrario. Todos los barrios diferentes fueron nombrados después de un símbolo Católico o santo.
A continuación se ofrece una lista de diferentes barrios creados por la Iglesia:
- Barrio de San Judas Tadeo
- Barrio de la Virgen de Guadalupe
- Barrio de Santa María Goretti
- Barrio del Sagrado Corazón de Jesús
- Barrio de Juan Pablo II
- Barrio de San Rodrigo Aguilar
- Barrio de la Sagrada Familia
- Barrio de San Antonio
- Barrio de la Virgen del Sagrario
- Barrio de San José